# Четвъртият протокол (филм)
„Четвъртият протокол“ е филмова адаптация на романа на Фредерик Форсайт от 1984 г.

## Сюжет
Внимание:  Текстът по-долу разкрива сюжета на произведението (или части от него)!
... В навечерието на Новата година британското контраразузнаване МИ-5 провежда операция, която ръководи един от най-добрите агенти на службата – Джон Престън. Висшият служител на Министерството на отбраната Беренсън е заподозрян в предаването на секретни документи. В резултат на разследването Престън открива, че Беренсън е вербуван от южноафриканските разузнавателните служби, но в действителност зад всичко това е тайната служба на Съветския съюз ...
Паралелно с тези събития в далечна Москва могъщият шеф на КГБ генерал Говоршин започва тайна операция, чиято цел е да дестабилизира политическата ситуация във Великобритания в навечерието на парламентарните избори. Ако партията, водена от Маргарет Тачър загуби, и на власт дойде партията на лейбъристите, то премиер-министър на Кралство може да стане политик – покорна марионетка в ръцете на Москва.
По това време, страните с ядрени оръжия, са подписани редица споразумения, регулиращи тази сфера на световната политика. Най-тайното споразумение става така наречения „Четвърти протокол“ – документ, в който ядрените сили се споразумяват да не използват един срещу друг компактни ядрени устройства. Но планът на Говоршин естествено означава нарушение на „Четвъртия протокол“, тъй като предвижда ядрена експлозия на територията на Англия. Осъзнавайки, че изпълнението на този замисъл може да предизвика негодуванието на най-висшето политическо ръководство на СССР, председателят на КГБ осигурява режим на максимална секретност. Всеки, който има нещо общо с плана, безмилостно е унищожен. Дори прекият изпълнител на плана – най-добрият агент на КГБ, майор Валери Петровски, на финала трябва да загине. Но един от заместниците на Говоршин, генерал Карпов, ръководител на външното разузнаване, научава за безумния план на шефа си. Осъзнавайки, че такава авантюра може да постави човечеството на ръба на Трета световна война, Карпов решава да провали плановете на ръководителя на КГБ ...
В същото време, във Великобритания идва „Джеймс Рос“, той е майор Петровски. „Рос“ се настанява близо до военновъздушна база, и започва да приема „пратки“ от куриери. Външно това са абсолютно безвредни предмети (обувки, детска топка, пожарогасител и т.н.), но в действителност в тях надеждно са маскирани части на компактна ядрена бомба. Всичко върви добре, по график, но неочаквано се случва инцидент – един от куриерите („моряк“ от съветски кораб) загива в автокатастрофа, и по време на огледа на дрехите му Престън открива мистериозен метален диск. Оказва се, че дискът е изработен от полоний и е „взривател“ на ядрена бомба. Престън разбира, че КГБ е започнала някаква опасна игра, но той не може да попречи на мощната съветска тайна служба. Престън и неговия екип могат само да наблюдават внимателно всички туристи, идващи от СССР и страните от „Източен блок“, надявайки се на грешка на противника. И изведнъж това се случва!
„Австрийски“ турист се оказва сътрудник на Чехословашката тайна служба. Английското контраразузнаването внимателно проследява пътя му, и в крайна сметка открива следите на „Рос“ – Петровски. Оглавявайки специален отряд Престън нахлува в къщата, където под нервно напрежение Петровски очаква командата от Москва за включването на таймера на ядрена бомба ...

## В ролите
| Актьор             | Роля                                                                                  |
| ------------------ | ------------------------------------------------------------------------------------- |
| Майкъл Кейн        | Джон Престън                                                                          |
| Пиърс Броснан      | Валерий Петровски, майор на КГБ / „Джеймс Рос“                                        |
| Джоана Касиди      | Ирина Василевна, специалист по ядреното оръжие                                        |
| Алън Норд          | генерал Говоршин, председател на КГБ                                                  |
| Рей Макенли        | генерал Карпов, заместник на председател на КГБ, ръководител на външното разузнаване  |
| Нед Бийти          | генерал Борисов, началник на отдел на КГБ, в който работи майор Петровски             |
| Майкл Билтон       | Харолд Адриан Ръсел Филби (Ким Филби), съветски шпионин                               |
| Джери Харт         | професор Крилов                                                                       |
| Арон Шварц         | Григорьев, шофьор                                                                     |
| Петър Картрайт     | Ян Маре, дипломат от Южна Африка, съветски шпионин                                    |
| Майкъл Гоф         | сър Бърнард Хемингс, официален шеф на МИ-5, неизлечимо болен                          |
| Джулиън Глоувър    | Брайън Харкорт-Смит, изпълняващи длъжността шеф на МИ-5, заместник на Бърнард Хемингс |
| Йън Ричардсън      | сър Найджъл Ървайн, шеф на МИ-6                                                       |
| Антон Роджърс      | Джордж Беренсън, висш служител на Министерството на отбраната на Великобритания       |
| Каролайн Блекистън | Ангела Беренсън, съпруга на Джордж Беренсън                                           |
| Шон Чапман         | капитан Линдхърст, командир на специален боен отряд                                   |
| Джоузеф Брейди     | Кармайкъл                                                                             |
| Мат Фрюър          | Том Маквайтър                                                                         |
| Бетси Брантли      | Айлийн Маквайтър                                                                      |
| Роналд Пископ      | Вин-Еванс                                                                             |

## Разликите между филма и книгата
- За да се гарантира секретността всички изпълнители, участващи в операция „Аврора“ са унищожени, включително англичанина Ким Филби, известният съветски шпионин, който е избягал от Великобритания. В началото на филма Филби е убит във вилата на председателя на КГБ, въпреки че в книгата Филби доста добре живее и помага за изпълнението на замислената операция.
- Вероятно от съображения за „политическа коректност“, създателите на филма номинират за „главен злодей“ „генерал Говоршин“, председател на КГБ, въпреки че в книгата авторството за престъпния замисъл е на съветския лидер Юрий Андропов.
- Във филма взломът на сейфа в апартамента на Беренсън е осъществен от Джон Престън, с цел да открие откраднатите от предателя секретни документи. В книгата на кражбата в апартамента на Беренсън е извършена от крадец, който взема диамантените бижута на жена му. Случайно откривайки тайните документи, патриотично настроеният крадец анонимно ги изпраща на британското контраразузнаване.
- Във филма липсва голяма част от сюжета на книгата, посветена на разследването на Престън в Южна Африка.
- Човекът, който трябва да събере компактното ядрено устройство във филма е жена, а в книгата – мъж. И в двата случая, този герой умира, но във филма майорът от КГБ застрелва „специалиста“ веднага след секс, направо в леглото, а в книгата Петровски извежда „специалиста“ в гората и го убива там, счупвайки врата му.
- В романа, съветският „моряк“, който пренася в Англия диска полоний е нападнат от улични бандити, и след това, страхувайки се от разкриване, се самоубива, скачайки от последния етаж на болницата. Във филма на „морякът“ е убит, случайно попадайки под колелата на камион.
- Очевидно е, че създателите на филма са решили да подчертаят хладнокръвната жестокост на Петровски, въвеждайки във филма редица епизоди, които липсват в книгата. „Кървавият“ майор брутално убива и помощника на председател на КГБ, и неизвестен британски гей, станал случайно свидетел на предаването на поредната „пратка“.
- В книгата има само намек, че операция „Аврора“ е била осуетена от генерал Карпов, който е започнал тайно да си сътрудничи с ръководителя на британското разузнаване, но е открито показано във филма: Престън намира на началника на MI6 в разговор с генерала от КГБ.